# Sempre vivu !
Pour plus de détails, voir Fiche technique et Distribution.
Sempre Vivu ! (Qui a dit que nous étions morts ?) est le deuxième film en tant que réalisateur et le premier long-métrage de Robin Renucci, réalisé en 2007.

## Synopsis
Un petit village corse perdu dans le maquis. 150 habitants. Pour sa survie, le village et tout le canton compte sur la signature d'un contrat pour la construction d'un grand complexe théâtral par le maire Ange Michelangeli (René Jauneau) avec le ministre. Un contrat censé apporter « vie, école et brigade de Gendarmerie » au village. Mais le matin même du grand jour, Ange fait un infarctus à cause de l'alcool. Toute la famille le croit alors mort. Pas le choix ! Pour ne pas compromettre la signature du contrat, réellement indispensable à la survie de ce canton perdu, sa femme, la matriarche Lellè (Angèle Massei) va décider, en dépit de toutes les traditions corses de cacher la mort de son époux au village entier, et bien sûr au ministre. En reportant l'annonce « officielle » de la mort au lendemain, et en déguisant son fils Sauveur (Wladimir Yordanoff), gendarme de profession, en une parfaite réplique du défunt, et ce malgré l'opprobre de l'autre fils, le nationaliste et conservateur Rinatu (Pierre Laplace). S'ensuit une série de quiproquos et mensonges, les vieilles querelles entre membres de la famille ressurgissant soudainement. Et personne n'a songé à faire venir le médecin légiste pour s'assurer de la véritable mort d'Ange, lequel s'avéra en fait être bien vivant…
À l'instar du titre du film qui mélange les deux langues les dialogues sont intégralement en langue corse, sous-titrés quand besoin est en français.
La bande sonore fait la part belle à un classique de la chanson corse (texte en Français, paroles de Bruno Bacara, originellement interprétée, entre autres, par Charles Rocchi) datant des années 50, intitulée Le Quartier Maître dont les paroles peuvent faire rire (ou sourire) si on les prend au second degré (comme par exemple dans l'interprétation, très parodique, du groupe Chanson Plus Bifluorée ).

## Fiche technique
- Réalisation : Robin Renucci
- Scénario : Robin Renucci, Jean-Bernard Pouy, Pierre Chosson, Ricardo Montserrat, Stéphane Gallet, Jean-Louis Milesi
- Photographie : Bruno Privat
- Montage : Lisa Pfeiffer
- Musique : Bruno Coulais
- Producteur : Alain Guesnier
- Société de production : Agora Films, en association avec Cofinova 2
- Distribution :  France : Shellac
- Langue : corse
- Durée : 90 minutes
- Date de sortie : 13 juin 2007

## Distribution
- René Jauneau : Ange Michelangeli, le maire
- Angèle Massei : Lèlle Michelangeli, sa femme
- Wladimir Yordanoff : Sauveur Michelangeli, le fils colonel de gendarmerie
- Élise Tielrooy : Carole, sa nouvelle petite amie
- Pierre Laplace : Rinatu Michelangeli, le second fils, nationaliste
- Nathalie Grandhomme : Anna, sa petite amie, enceinte
- Guy Cimino : Pantaleon

## Accueil critique
- Nice-Matin, 30 mai 2007, « Entre poésie, clownerie, fantastique et rêverie, la mise en scène décline une jolie palette d'atmosphères qui font croire à l'impossible »[3]
- La Corse Votre Hebdo, 8-14 juin 2007, « Une comédie délicate, foisonnante, au charme d'entrain méditerranéen. Pour générer une euphorie palpable. On rit avec cœur. »[3]
- Le Monde, 13 juin 2007, « On y respire le parfum des comédies à l'italienne d'antan, la nostalgie des rengaines à la tonkinoise, et, lorsque le réel inspire des saynètes baroques, l'effluve de la commedia dell'arte. »[3]
- Libération, 13 juin 2007, « Le résultat est assez foutraque, mais honnêtement assumé et plus intéressant donc qu'une escroquerie lisse. Il y a des brebis au milieu de la route, une mamie qui court à tort, à travers et en bigoudis, un chœur de vieilles qui déraille sur Antigone, le tout en langue corse sous-titrée. »[3]
- Les Échos, 21 juin 2007, « Une drôle de farce, baroque, satirique, macabre et endiablée. Et un acte de foi en la Corse. »[3]

## DVD
Le film est sorti en DVD le 20 mars 2008.